# Phaenobezzia
Phaenobezzia is een geslacht van stekende muggen uit de familie van de knutten (Ceratopogonidae).

## Soorten
- P. fulvithorax (Malloch, 1915)
- P. opacus (Loew, 1861)
- P. rubiginosa (Winnertz, 1852)
- P. sabroskyi Wirth and Grogan, 1982